# Concerned Women for America
Concerned Women for America (em português:  Mulheres Preocupadas pela América) é um grupo cristão conservador ativo na política pública dos Estados Unidos em questões sobre a família, sendo mais conhecido por sua posição contra o aborto e a pornografia.
O grupo foi fundado em 1979 por Beverly LaHaye, esposa do co-fundador Timothy LaHaye da Coalizão Cristã da América, como uma resposta às atividades da Organização Nacional das Mulheres e a uma entrevista em 1978 de Barbara Walters com a feminista Betty Friedan.